# Давыдов, Илья Валерьевич
Илья́ Вале́рьевич Давы́дов (род. 25 января 1989, Ярославль) — российский хоккеист, защитник. Воспитанник ярославского хоккея. В настоящее время является игроком и капитаном хоккейного клуба «Ростов», выступающего в ВХЛ.

## Карьера
Илья Давыдов начал свою профессиональную карьеру в 2007 году в составе орского клуба Высшей лиги «Южный Урал», выступая до этого за фарм-клуб ярославского «Локомотива». В своём дебютном сезоне Илья провёл на площадке 19 матчей, не набрав ни одного очка. Перед началом следующего сезона Давыдов стал игроком ижевской «Ижстали», в составе которой в 54 матчах он набрал 6 (1+5) очков.
12 августа 2011 года Илья наряду с шестью другими хоккеистами подписал контракт с екатеринбургским «Автомобилистом», проведя в составе клуба 19 матчей, он был выставлен клубом на драфт отказов. Три дня спустя он был дозаявлен нижнетагильским «Спутником» для участия в матчах ВХЛ.сезон 2021-22 подписал контракт с командой Южный Урал г.Орск.

## Статистика выступлений
Последнее обновление: 26 сентября 2014 года
|                 |                 |                 | Регулярный сезон | Регулярный сезон | Регулярный сезон | Регулярный сезон | Регулярный сезон | Регулярный сезон | Плей-офф | Плей-офф | Плей-офф | Плей-офф | Плей-офф | Плей-офф |
| Сезон           | Команда         | Лига            | Игр              | Г                | П                | Очк              | +/-              | Штр              | Игр      | Г        | П        | Очк      | +/-      | Штр      |
| --------------- | --------------- | --------------- | ---------------- | ---------------- | ---------------- | ---------------- | ---------------- | ---------------- | -------- | -------- | -------- | -------- | -------- | -------- |
| 2005/06         | Локомотив-2     | Первая лига     | 2                | 0                | 0                | 0                | --               | 2                | —        | —        | —        | —        | —        | —        |
| 2006/07         | Локомотив-2     | Первая лига     | 37               | 1                | 1                | 2                | +3               | 32               | —        | —        | —        | —        | —        | —        |
| 2009/10         | Южный Урал      | Высшая лига     | 17               | 0                | 0                | 0                | --               | 8                | 2        | 0        | 0        | 0        | +1       | 4        |
| 2010/11         | Ижсталь         | ВХЛ             | 54               | 1                | 5                | 6                | --               | 28               | —        | —        | —        | —        | —        | —        |
| 2011/12         | Автомобилист    | КХЛ             | 19               | 0                | 0                | 0                | +2               | 10               | —        | —        | —        | —        | —        | —        |
| 2011/12         | Спутник         | ВХЛ             | —                | —                | —                | —                | —                | —                | —        | —        | —        | —        | —        | —        |
| 2012/13         | Торпедо         | КХЛ             | 10               | 0                | 1                | 1                | 0                | 4                | —        | —        | —        | —        | —        | —        |
| 2012/13         | ХК Саров        | ВХЛ             | 17               | 4                | 1                | 5                | 1                | 22               | 5        | 0        | 0        | 0        | -2       | 12       |
| 2013/14         | ХК Саров        | ВХЛ             | 35               | 0                | 4                | 4                | -5               | 10               | --       | --       | --       | --       | --       | --       |
| 2014/15         | Адмирал         | КХЛ             | 9                | 1                | 0                | 1                | -5               | 10               | —        | —        | —        | —        | —        | —        |
| 2014/15         | Трактор         | КХЛ             | 32               | 1                | 1                | 2                | -5               | 16               | 6        | 2        | 0        | 2        | -2       | 6        |
| Всего в КХЛ     | Всего в КХЛ     | Всего в КХЛ     | 70               | 2                | 2                | 4                | -8               | 40               | 6        | 2        | 0        | 2        | -2       | 6        |
| Всего в карьере | Всего в карьере | Всего в карьере | 129              | 2                | 6                | 8                | +5               | 80               | 2        | 0        | 0        | 0        | +1       | 4        |